# 大橋清貫
大橋 清貫（おおはし きよみち）は、学校法人戸板学園三田国際学園中学校・高等学校学園長。学校法人星美学園サレジアン国際学園中学校・高等学校学園長。一般財団法人新時代教育研究所代表理事。元・学校法人順心広尾学園広尾学園中学校・高等学校理事長。中等教育における学校改革で知られる。

## 人物
大橋は中等教育における学校改革で知られる。学校教員の経験はない。「若いころに参加したボーイスカウト活動で、スカウトの小さな子どもたちから「勉強教えてよ」と頼まれて「寺子屋のようなことを始めた（後略）」」ことが教育界に目を向けたきっかけという。
大橋の学校改革の成果は手掛けた３校の受験者数において顕著に表れている。2019年4月時点で東京都内の高校の受験者数最多校は広尾学園で、次が三田国際学園だった。これは前年度においても同様である。大橋は「子どもに必要なのは社会で活躍するためのスキルであり、教育の原点に立ち返るべきである」と、大学受験や大学合格実績などを重視する昨今の学校の姿勢を批判しており、三田国際学園で学校改革に取り組む最大のきっかけも、「18歳の瞬間最大学力を高めるだけではなく、世界のやり方に目を向け、将来を見据えた教育に変えようと思ったこと」だと述べている。そのようなことから三田国際学園では、グローバル社会に必須の英語と、AI（人工知能）を使いこなすための数学に注力するほか、文部科学省が2020年に掲げた新学習指導要領の「主体的・対話的で深い学び」については、思考力を養う「相互通行型授業」を以前から行なっている。
2023年６月よりサレジアン国際学園中学校・高等学校の学園長に就任。

## 経歴
- 1981年4月 進学塾俊英館（現俊英館Flex）を設立。
- 2005年4月 学校法人順心女子学園の理事長に就任。元東京都私学部長の村山益美前理事長からの招聘を受けての就任であった。同年9月順心女子中学校・高等学校の学園長に就任。
- 2007年4月 学校法人順心女子学園（順心女子中学校・高等学校学校）を法人順心広尾学園（広尾学園中学校・高等学校）に改称・共学化し、インターナショナルコース、医進サイエンスコースなどを設置した。
- 2013年3月 2期8年の任期を満了して順心広尾学園を退任。
- 2013年4月 学校法人戸板学園の教育監修理事に就任。
- 2013年5月 一般財団法人新時代教育研究所を設立。代表理事に就任。[7]
- 2015年4月 戸板中学校・戸板女子高等学校を三田国際学園中学校・高等学校に改称し、共学化。学園長に就任。[2]
- 2016年6月 2011年に発足した「21世紀型教育を創る会(21会)」が「21世紀型教育機構(21st CEO: 21st-century Education Organization)」として21世紀型教育を推進していく会に改組。同機構の副理事長に就任した。[8]
- 2023年6月 学校法人星美学園サレジアン国際学園中学校・高等学校の学園長に就任

## 著作物
- 『新時代に生きるための本物の教育』（プレジデント社、2008年）
- 『「本当の学校価値」とは何だろう?』（プレジデント社、2011年）
- 『AIに負けない自分で考える子どもを育てる 21世紀型教育』（秀和システム、2018年11月）

## 「なりすまし書籍」
「学園長」の「大橋清貫」名義で2019年9月にAmazonで電子書籍『LGBT： ～言論を破壊するものたち～』が発売され、問題になって報道された。J-CASTとTBSの報道では著者の名前や学園名は伏せられた。大橋が代表理事を務める一般財団法人新時代教育研究所によれば、同書は大橋の著作ではない「なりすまし書籍」で、東京地方裁判所への提訴を経てAmazon社から発信者情報の開示を受け、発信者・著作者の「なりすまし」については当局の捜査にゆだねているとのことである。